# Solanum glaucophyllum
Solanum glaucophyllum ist eine Pflanzenart aus der Gattung Nachtschatten (Solanum) in der Familie der Nachtschattengewächse (Solanaceae).

## Beschreibung
Solanum glaucophyllum ist ein etwa 0,5 bis 4 m hoch werdender Strauch oder kleiner Baum, der ein Rhizom ausbildet. Der Stamm ist unbehaart oder selten moderat bis dicht fein behaart, meist hell gefärbt und glatt. Die sympodialen Einheiten besitzen meist vier Laubblätter. Die Blattspreiten sind 6 bis 18 cm lang und 0,6 bis 3,5 (selten bis 5) cm breit. Das Verhältnis von Länge zu Breite liegt zwischen 4,5:1 bis 10:1, selten auch 15:1. Sie sind einfach geformt, schmal elliptisch, nach vorn zugespitzt, an der Basis verjüngt oder den Blattstiel herablaufend. Sie sind sukkulent oder fleischig, die Blattachse und der Rand sind oftmals verdickt und weißlich. Beide Seiten sind unbehaart oder selten auch moderat bis dicht fein behaart. Die Blattstiele sind bis zu 1,5 cm lang oder auch kürzer, unbehaart und oftmals leicht geflügelt.
Die Blütenstände sind verzweigt, gelegentlich sogar stark verzweigt und beinhalten meist 20 bis 50 Blüten, oder auch mehr. Der Blütenstandsstiel ist 1 bis 3,5 cm lang, die Blütenstandsachse 2 bis 7 cm. Die etwa 1 bis 15 mm auseinander stehenden Blütenstiele sind zur Blütezeit 12 bis 15 mm lang, an den Früchten 15 bis 20 mm. An der Basis sind sie gelenkig. Der Kelch ist bis auf eine spärliche Behaarung am Rand unbehaart, er misst 2 bis 3 mm im Durchmesser und ist mit 0,5 bis 1,5 mm langen und 1,5 bis 2,5 mm breiten, dreieckigen und spitzen Kelchzipfeln besetzt. Die Krone ist häutig, weißlich bis pink oder violett und weist in der Mitte oftmals einen weißen Stern auf. Sie ist kreisförmig-sternförmig und eingefaltet und misst 10 bis 30 mm im Durchmesser. Die Kronröhre ist 5 bis 8 mm lang, die Kronlappen messen 4 bis 10 mm und sind an der Basis 5 bis 10 mm breit. Ihre Form ist breit dreieckig, nach vorn zugespitzt. Die Außenseite der Krone ist moderat bis dicht fein behaart, vor allem die äußeren Teile der Kronlappen und die Verwachsungsstellen der Kronblätter. Die Innenseite ist bis auf einzelne Haare an der Spitze der Kronlappen unbehaart. Die Staubbeutel sind meist nach innen gebogen, gelb bis gelb-orange gefärbt und eiförmig. Die Außenseite ist glatt bis angeraut aber nicht auffällig papillös. Die Poren weisen nach außen. Der Fruchtknoten und der Griffel sind unbehaart. Der Griffel ist zylindrisch, 5 bis 7 mm lang, 0,25 bis 0,5 mm im Durchmesser und trägt eine abgeschnitten geformte Narbe.
Die Früchte sind 0,75 bis 2 cm lang und genauso breit. Sie sind kugelförmig und in der Jugend an der Spitze oft zugespitzt, bei Reife jedoch abgestumpft. Die Oberfläche ist unbehaart, dunkel purpurn oder blau-schwarz und bei Reife bereift. Steinzellen sind nicht vorhanden. Die Samen sind etwa 4 bis 6 cm lang und 3,5 bis 4 cm breit. Sie sind gewinkelt, glatt oder mit feinen gezähnten Rippen versehen.
Die Chromosomenzahl beträgt 2n = 24.

## Vorkommen und Standorte
Die Art kommt in Bolivien, dem südlichen Brasilien, Paraguay, dem nördlichen Argentinien und Uruguay vor. Sie wächst in niedrigen, sumpfigen Böden am Rand von Tümpeln in jahreszeitlich überfluteten Gebieten. Die Standorte liegen in Höhenlagen zwischen 0 und 600 m.

## Systematik
Innerhalb der Nachtschatten (Solanum) wird die Art in die Sektion Cyphomandropsis eingeordnet.